# Венбест
Венбест — українська група охоронних компаній, створена 1991 року, одна з найбільших недержавних охоронних структур України.
Серед клієнтів компанії: «ПриватБанк», «АТБ-Маркет», «Сільпо», «Нова пошта».

## Структура та власники
- Науково-впроваджувальна фірма «Венбест-Лтд» — розробник і виробник технічних засобів охорони;
- Охоронна компанія «Венбест»;
- Юридична компанія «Венбест-Юрконсалтинг»;

Співвласниками компаній є Володимир Дзюба та Георгій Тупчій, Dragon Capital EVF.

## Історія

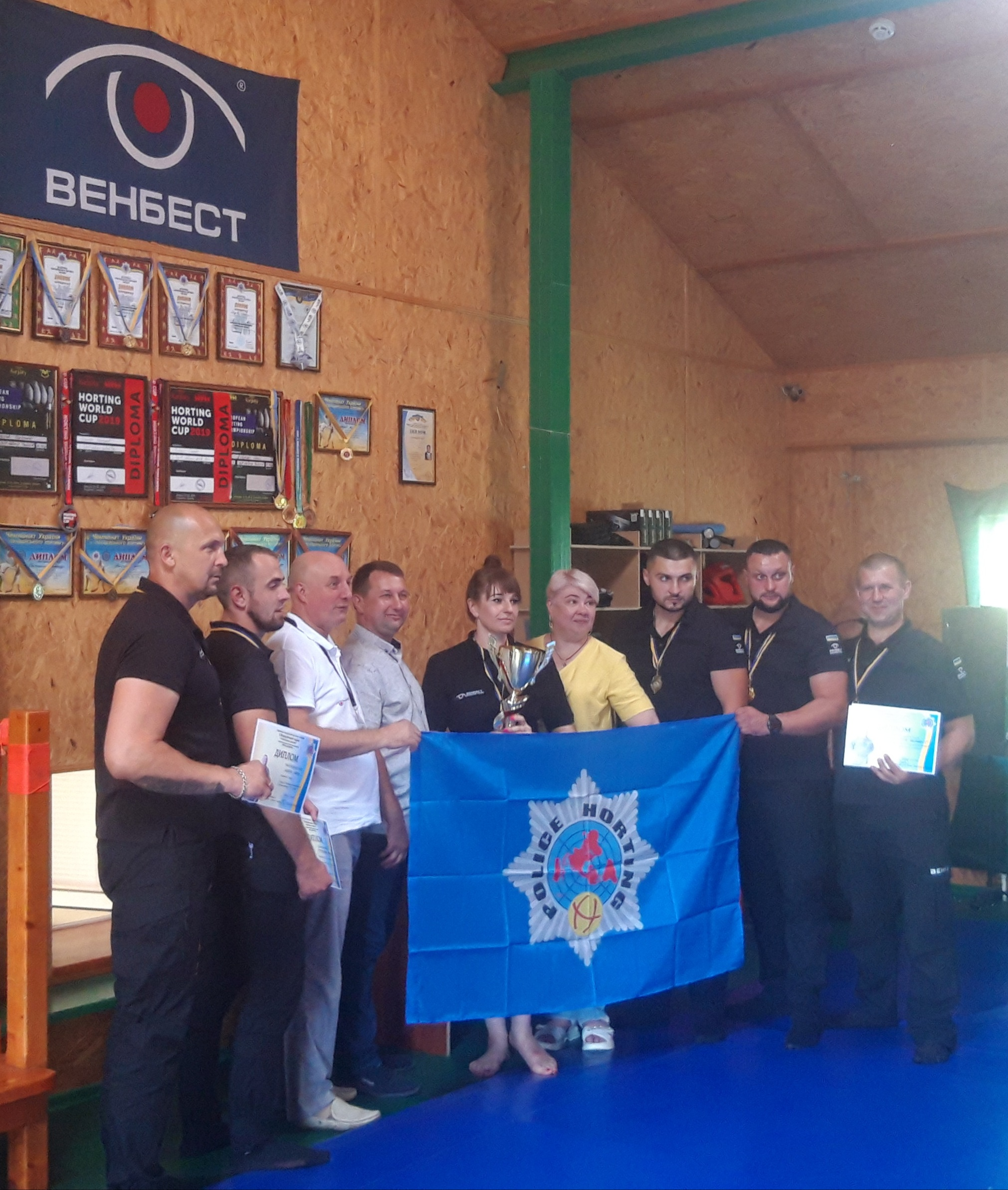
Охоронці на нагородженні з турніру поліцейського хортингу, серпень 2023

Діяльність компанії починалася з виробництва, працівники «Венбест-Лтд» до 1990 року працювали над розробкою обладнання Державної служби охорони.[джерело?] Надалі було організовано МП «Венера» — за іменем системи охоронно-пожежної сигналізації (ОПС). ОПС «Венера» — це прототип подальших розробок компанії, яка змінила назву на НВФ «Венбест-ЛТД».
З 1991 р. НВФ «Венбест-ЛТД» були створені відділи НДДКР (науково-дослідних і дослідно-конструкторських розробок), виробничий відділ, група технічної підтримки клієнтів. Спочатку компанія займалася тільки розробкою обладнання охоронно-пожежної сигналізації. Проте з часом була створена власна виробнича база, на якій можна було б не тільки виробляти дослідні зразки обладнання, але і запускати їх у серійне виробництво.
У 1999 році було зареєстровано підприємство для надання охорони — ТОВ «Венбест».
У 2005 році була створена компанія «Венбест-Рекрутинг».

У травні 2015 року — укладено інвестиційну угоду з Europe Virgin Fund (Швейцарія).

## Інциденти
- 2014 — нетверезі працівники компанії їздили Львовом на службовому авто та чіплялися до перехожих.[7]
- 2017 — в Миколаєві нетверезий працівник фірми на службовому авто здійснив ДТП[8].
- 2018 — службове авто фірми влетіло у маршрутку у Львові, постраждали діти.[9][10]
- 2019 — працівники фірми жорстоко побили чоловіка у Києві, що намагався вкрасти пляшку алкоголю.[11]
- 2021 — працівники компанії застосували надмірну силу до відвідувача магазину у Житомирі, поліція почала розслідування, кваліфікувавши дії охоронців як катування.[12][13][14][15]